# 드미트리 미로노프 (아이스하키 선수)
드미트리 올레고비치 미로노프(러시아어: Дми́трий Оле́гович Миро́нов, 1965년 12월 25일~)는 소련과 러시아의 아이스하키 선수로 포지션은 수비수이다. 소련 아이스하키 선수권 대회의 CSKA 모스크바에서 선수 생활을 시작하였고, 소련 해체 후에는 북아메리카로 건너가 내셔널 하키 리그(NHL)의 토론토 메이플리프스, 피츠버그 펭귄스, 마이티 덕스 오브 애너하임, 디트로이트 레드윙스, 워싱턴 캐피털스에서 활약했다. 1998년에는 디트로이트 소속으로 스탠리 컵 우승을 차지했다.
소련 국가대표팀의 일원으로 활약하여 1991년 세계 아이스하키 선수권 대회에서 3위에 올랐다. 소련 해체 후에는 1992년 동계 올림픽에서 다시 한 번 아이스하키 금메달을 획득하였고, 이후 러시아 국가대표팀의 일원으로 1998년 동계 올림픽 은메달을 획득했다.